# A Talk
A Talk es el tercer mini-álbum de la cantante surcoreana Hyuna. Fue lanzado el 28 de julio de 2014 por Cube Entertainment y distribuido por Universal Music. El EP contiene 5 canciones que incorporan el Hip hop y el Pop. Para promocionar el mini-álbum, Hyuna se presentó en diversos programas de música surcoreanos, incluyendo Music Bank, Show! Music Core y Inkigayo. La canción "Red" fue lanzada como la canción principal del EP.

## Promoción
El 26 de junio de 2014, Cube Entertainment anunció que Hyuna estaría lanzando su tercer EP en solitario. Luego se comenzaron a ver los anuncios en diversos programas de televisión, en especial para aquellos fanáticos del K-Pop. También se exhibieron vídeos sobre Hyuna realizando actividades y practicando pasos de bailes para el nuevo vídeo musical "Red". El 15 de julio, el nombre de TV Show fue cambiado por "Sexy Queen to Hyuna’s Free Month", y salió al aire su primer episodio el 21 de julio en SBS MTV.  Con 8.568 unidades vendidas, el álbum alcanzó el puesto 17 sobre la tabla del álbum mensual.
Hyuna realiza el primer sencillo "Red" del EP (빨개요; Ppalgaeyo) y en la música se muestra a partir del 25 de julio, de KBS, Music Bank, Munhwa Broadcasting Corporation' Show! Music Core, SBS, Inkigayo y M! Countdown.

## Recepción de la crítica
El 7 de agosto de 2014, "A Talk" debutó en el registro gráfico de Corea del sur, Gaon Chart, con el puesto número 3. Este se llevó con la venta de 8.868 unidades, y el álbum alcanzó el puesto número 13 en la lista de álbumes mensuales. Esto se debe al sencillo "Red" influenciado en el éxito y popularidad de Hyuna en ámbito Internacional y Mundial. El sencillo "Red" alcanzó el número 3 en la Tabla de Gaon Semanal Digital. El 6 de agosto de 2014, Hyuna gana su primer espectáculo de música de MBC Music y ganó en el mismo programa de nuevo a la semana siguiente.
A mediados del 2014, Lucas Villa elogia a Hyuna para la entrega de un premio de reconocimiento de "club banger" que haría Miley Cyrus. Además, The Rolling Stones nombra más tarde a "Red" como posición número 5 de su lista de fin de año por los mejores vídeos musicales destacados que había en el 2014.

## Lista de canciones
| N.º | Título                                          | Letras                         | Música                                | Arreglos                   | Duración |  |
| 1.  | «A Talk»                                        | Hyuna, Seo Jae-woo, Astroz     | Seo Jae-woo, Astroz                   | Astroz                     | 01:26    |  |
| 2.  | «French Kiss»                                   | Brian Lee, Kim Tae-ho, LE      | Brian Lee, Im Kwang-wook, Seo Jae-woo | Im Kwang-wook, Seo Jae-woo | 03:12    |  |
| 3.  | «Red» (빨개요; Ppalgaeyo)                       | Seo Jae-woo, BlueSun, Socrates | Seo Jae-woo, Kim Tae-ho               | Seo Jae-woo, Kim Tae-ho    | 03:33    |  |
| 4.  | «From Where and Until Where» (con Yang Yoseob)) | Hyuna, Im Hyun-sik             | Im Hyun-sik                           | Seo Jae-woo                | 03:23    |  |
| 5.  | «Blacklist» (feat. LE)                          | Hyuna, LE                      | Seo Jae-woo, Kim Tae-ho               | Seo Jae-woo, Kim Tae-ho    | 03:32    |  |

## Reconocimientos
| Gráfico musical        | Número posición |
| ---------------------- | --------------- |
| Gaon álbumes semanales | 3               |
| Gaon álbumes mensuales | 17              |

## Ventas y certificaciones
| Gráfico musical               | Cantidad de ventas |
| ----------------------------- | ------------------ |
| Gaon ventas[cita requerida]   | 8000+              |
| Oricon ventas[cita requerida] | 1500+              |

## Lanzamiento
| País           | Dato                 | Formato          | Discográfica       |
| -------------- | -------------------- | ---------------- | ------------------ |
| Corea del Sur  | 28 de julio de 2014  | Descarga digital | Cube Entertainment |
| Corea del Sur  | 29 de julio de 2014  | CD               | Cube Entertainment |
| Estados Unidos | 11 de agosto de 2014 | Descarga digital | Cube Entertainment |
| México         | 11 de agosto de 2014 | Descarga digital | Cube Entertainment |

## Premios obtenidos
| Año  | Premio de entrega       | Categoría                            | Trabajo' | Resultado |
| ---- | ----------------------- | ------------------------------------ | -------- | --------- |
| 2014 | Golden Disk Awards      | Digital Bonsang                      | "Red"    | Ganador   |
| 2014 | Mnet Asian Music Awards | Mejor tema musical del año           | "Red"    | Nominado  |
| 2014 | Mnet Asian Music Awards | Mejor Actuación de Danza - Solitario | "Red"    | Nominado  |
| 2014 | World Music Awards      | Mejor artista femenina               | "Hyuna"  | Nominada  |